# Hirondelle de Bonaparte
Vous lisez un « bon article » labellisé en 2012.  Il fait partie d'un « bon thème ».
Delichon dasypus
Espèce
Synonymes
- Chelidon dasypus Bonaparte, 1850
(protonyme)

Statut de conservation UICN

 LC  : Préoccupation mineure
L'Hirondelle de Bonaparte (Delichon dasypus) est une espèce de passereaux migratrice appartenant à la famille des Hirundinidae. Elle a les parties supérieures principalement bleu-noir, à l'exception de son croupion blanc, et a les parties inférieures gris pâle. Ses trois sous-espèces se reproduisent dans l'Himalaya et dans le centre et l'est de l'Asie, passant l'hiver à plus basse altitude dans les montagnes ou en Asie du Sud-Est. Cette espèce est localement abondante et sa population est en expansion vers le nord, en Sibérie ; son statut de conservation n'est donc en aucune manière préoccupant.
Cette hirondelle niche en colonies, construisant des nids de boue sous un surplomb sur une falaise ou sur le mur d'un bâtiment. Les deux partenaires participent à la construction, couvent les trois ou quatre œufs blancs et nourrissent les oisillons. L'Hirondelle de Bonaparte se nourrit de petits insectes attrapés en vol, généralement haut dans les airs. La présence de collemboles terrestres et de larves de lépidoptères dans son bol alimentaire indique que l'espèce trouve parfois sa nourriture au sol.

## Description

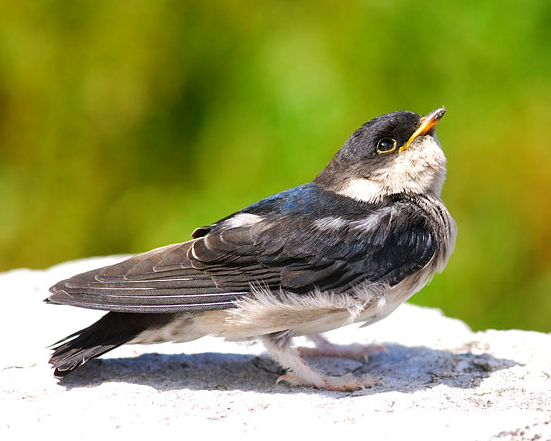
Un juvénile à Taïwan.

L'adulte de la sous-espèce type mesure 12 cm de long. Il est bleu métallique foncé sur le dessus, avec un croupion blanc contrastant, et les parties inférieures blanches ou gris lavé. La queue est légèrement fourchue. La queue et le dessus des ailes sont brun-noir, et le dessous des ailes est gris-brun. Les pattes sont brun-rose et couvertes de plumes blanches, les yeux sont bruns et le bec est noir. Il y a peu de dimorphisme sexuel apparent, mais le mâle a le dessous légèrement plus blanc que la femelle, surtout lorsque le plumage est frais. Les juvéniles ont le plumage moins brillant et ont les parties supérieures marron foncé, parfois d'un brunâtre plus clair vers le croupion, et les parties inférieures gris-blanc.

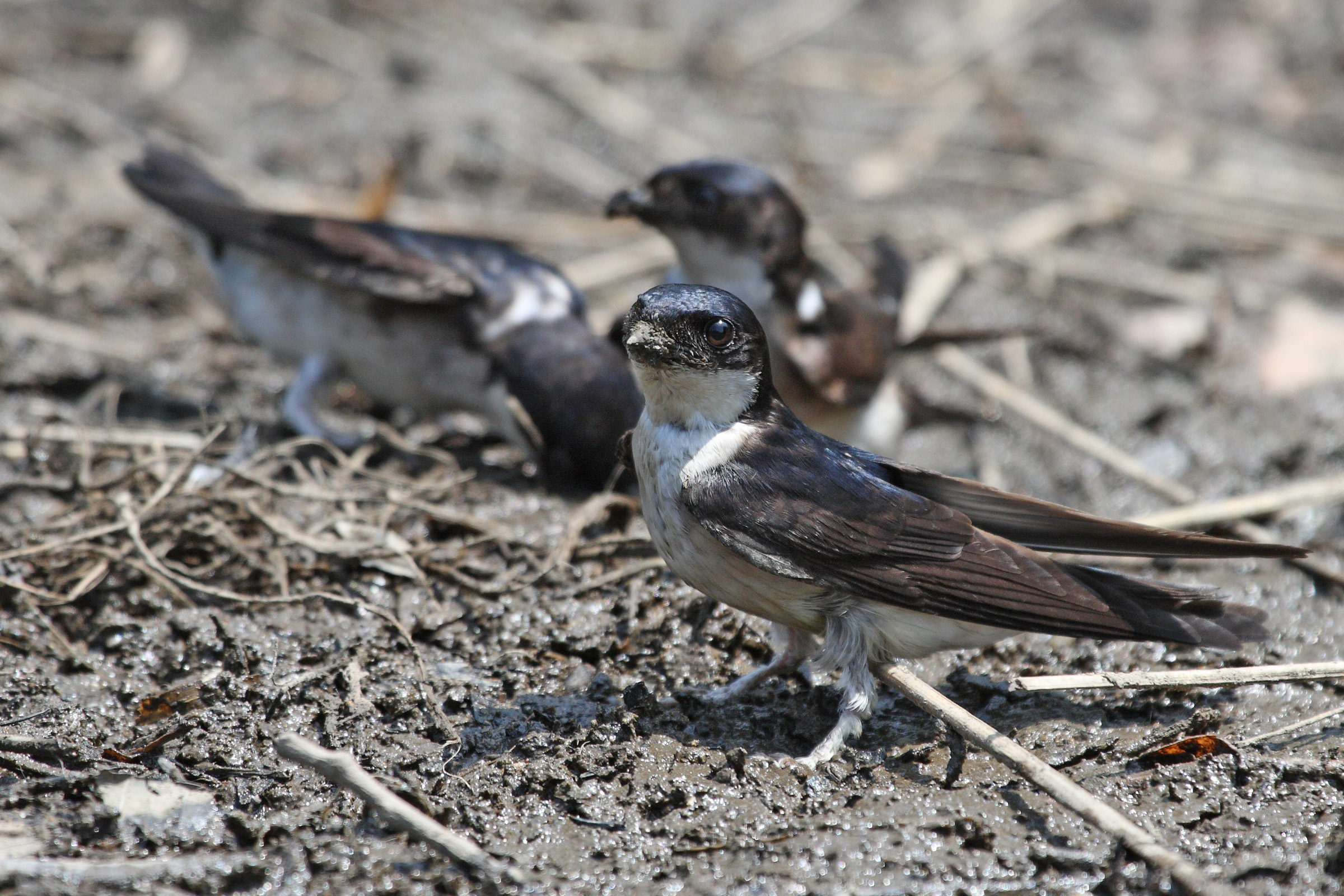
Hirondelles de Bonaparte à Hokkaido, Japon.

Les parties supérieures de la sous-espèce D. d. cashmiriensis sont d'un bleu plus clair et son croupion plus blanc que chez la sous-espèce nominale. D. d. nigrimentale, l'autre sous-espèce, est la plus petite des trois. L'Hirondelle de Bonaparte peut être distinguée de l'Hirondelle du Népal, qui a le menton et les sous-caudales noirs, avec une queue plus carrée. Delichon dasypus est davantage similaire à l'Hirondelle de fenêtre, mais est plus sombre en dessous que celle-ci avec une échancrure de sa queue moins profonde. La confusion la plus courante est celle entre les Hirondelles de Bonaparte mâles adultes, qui ont des parties inférieures plus pâles, et la sous-espèce de l'Est de l'Hirondelle de fenêtre, D. urbicum lagopodum, qui a une queue moins fourchue que les sous-espèces de l'Ouest, mais qui montre tout de même encore une fourche plus marquée que D. dasypus.

## Écologie et comportement

### Vocalisations
Le chant de cette espèce est un trille métallique ondulant et un gazouillis sifflant. L'appel est un tchip sec et métallique, souvent avec deux ou trois syllabes. Il est semblable à celui de l'Hirondelle de fenêtre, mais en plus rauque.

### Alimentation
Cette hirondelle se nourrit d'insectes pris au vol. Comme les espèces proches elle se nourrit souvent en vol, en capturant la plupart du temps de petits diptères, pucerons et d'hyménoptères comme les fourmis ailées. Un large panel d'autres insectes sont capturés, comme des lépidoptères, des coléoptères ou des névroptères. La présence dans leur bol alimentaire de collemboles terrestres et de larves de lépidoptères indique que cette hirondelle se nourrit parfois au sol.

### Reproduction

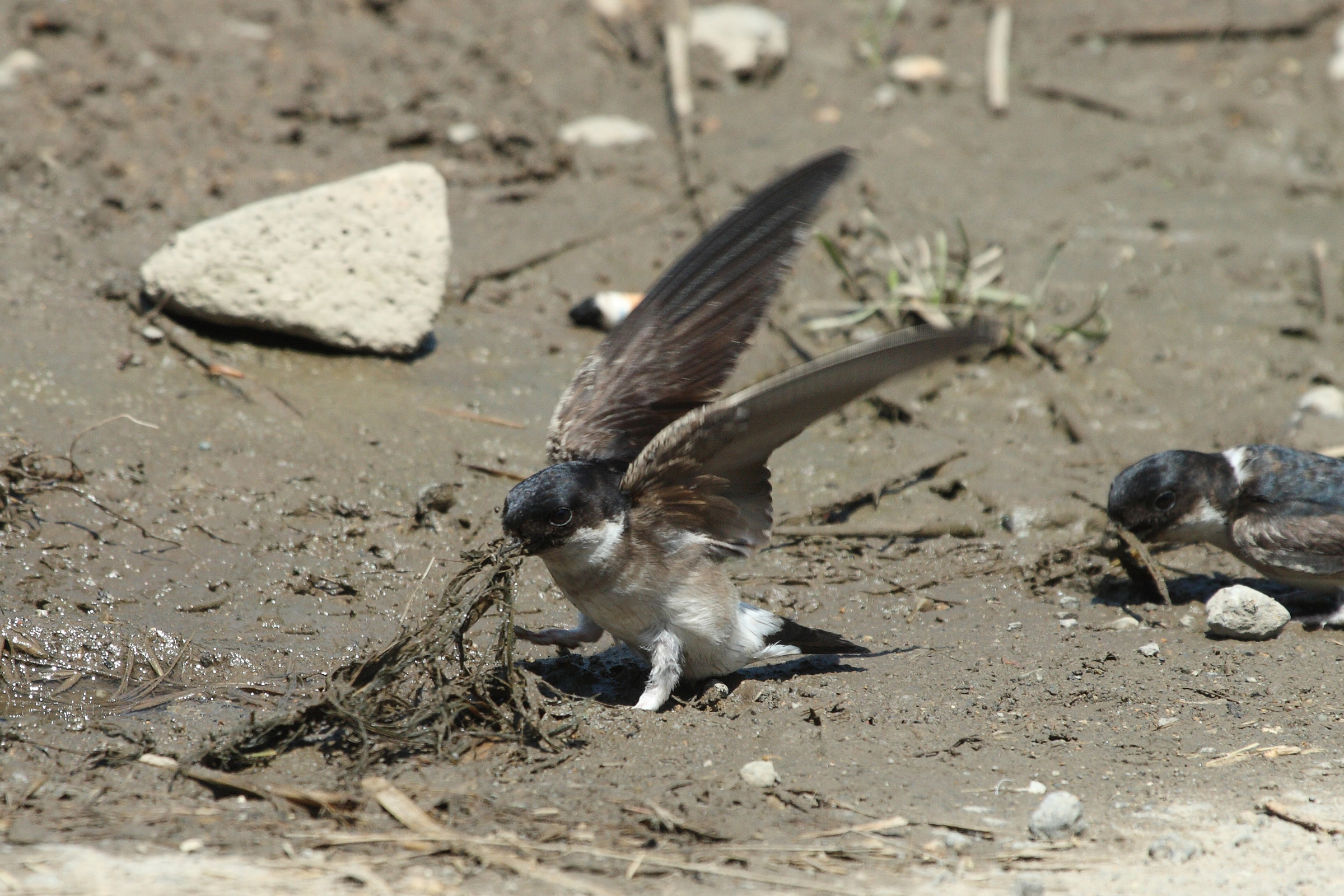
Hirondelles de Bonaparte collectant des matériaux pour leur nid, ici des brins d'herbes boueux, à Hokkaido, Japon.

L'Hirondelle de Bonaparte niche dans les falaises, formant des colonies sous un surplomb de falaise verticale, les nids ne se touchant généralement pas. Elle niche aussi fréquemment sur les grands bâtiments comme les temples ou les ponts, mais pas dans la même mesure que l'Hirondelle de fenêtre. Le nid est un profond cône de boue, tapissé d'herbes ou de plumes. Contrairement aux espèces les plus proches, l'Hirondelle de Bonaparte ne ferme souvent pas son nid, qui ressemble alors à une version plus profonde d'un nid d'Hirondelle rustique (Hirundo rustica). Une étude russe autour du lac Baïkal recensait seulement la moitié des nids de type ouvert, et la sous-espèce de l'Himalaya D. d. cashmiriense a été signalée construire des nids en coupe peu profonde,.
Une couvée normale compte trois ou quatre œufs (parfois jusqu'à six), mesurant en moyenne 20,2 × 14,1 mm et pesant 2,1 g pour la sous-espèce himalayenne. La durée d'incubation et l'âge d'envol ne sont pas connus, mais sont probablement semblables à ceux de l'Hirondelle de fenêtre, qui a une période d'incubation de 14 à 16 jours, et dont les jeunes s'envolent 22 à 32 jours après l'éclosion. Les deux partenaires participent à la construction du nid, à la couvaison des œufs et au nourrissage des poussins.

### Prédateurs et parasites
Les oiseaux sont souvent porteurs de parasites, aussi bien de poux et de puces à l'extérieur que de parasites sanguins. L'Hirondelle de Bonaparte est un hôte de la puce Ceratophyllus hirundinis et peut montrer des signes de paludisme aviaire. Les prédateurs de cet oiseau ont été peu étudiés, mais ils sont sans doute semblables à ceux de l'Hirondelle de fenêtre, comme le rapide Faucon aldrovandin (Falco severus) qui peut chasser ses proies en vol.

## Répartition et habitat

Répartition de l'Hirondelle de Bonaparte en Asie.
Résident à l'année
Zones de reproduction
Zones d'hivernage

La sous-espèce nominale de l'Hirondelle de Bonaparte, D. d. dasypus, se reproduit dans le Sud-Est de la Russie, les îles Kouriles, le Japon et parfois la péninsule de Corée. Elle migre à travers l'Est de la Chine pour passer l'hiver dans la péninsule Malaise, à Bornéo, Sumatra, aux Philippines ou sur Java ; quelques oiseaux restent autour des sources thermales au Japon.
La sous-espèce D. d. cashmeriense niche dans l'Himalaya, depuis l'Afghanistan à l'est jusqu'à Sikkim, et vers le nord au Tibet et en Chine occidentale et centrale. Elle vit entre 1 500 et 5 000 mètres d'altitude, mais surtout entre 2 400 et 4 000 mètres. Ce groupe migre sur de petites distances, passant principalement l'hiver à des altitudes plus basses dans les contreforts de l'Himalaya, mais avec quelques oiseaux partant pour les plaines du Nord de l'Inde, et moins encore partant plus loin, au Myanmar et dans le Nord de la Thaïlande.
La troisième sous-espèce, D. d. nigrimentale, se reproduit dans le sud de la Chine et dans le sud de la Sibérie. Ses quartiers d'hiver sont inconnus, mais les oiseaux de Taïwan descendent à des altitudes plus basses en hiver. Des Hirondelles de Bonaparte non reproductrices ont été trouvées à l'ouest jusqu'aux Émirats arabes unis. La répartition de D. d. cashmeriense chevauche celle de l'Hirondelle du Népal, bien que ces deux espèces se reproduisent à des altitudes quelque peu différentes. La séparation altitudinale et les petites différences morphologiques semblent suffisantes pour empêcher l'hybridation.
L'habitat préféré par l'Hirondelle du Népal sont les vallées et les gorges des zones montagneuses ou des falaises côtières, où des grottes ou des crevasses naturelles fournissent des sites de nidification. Cette hirondelle peut également se reproduire sur de grands édifices humains comme les temples, les hôtels ou les centrales électriques. Si l'oiseau rejoint généralement des altitudes plus basses l'hiver, pour des paysages plus ouverts ou vallonnés, elle a été retrouvée jusqu'à 2 565 m en Thaïlande.

## Taxinomie

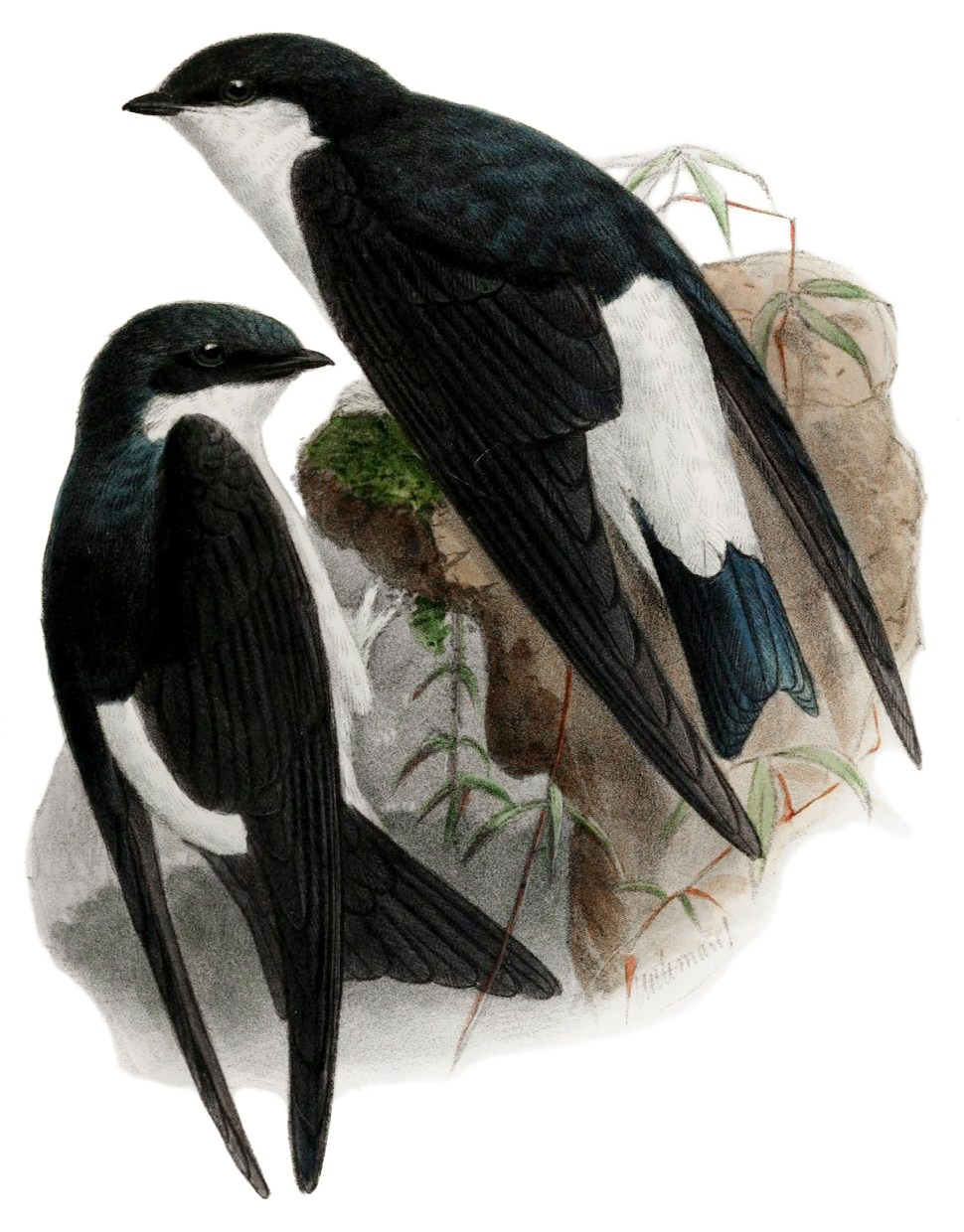
Dessin de 1874 par John Gerrard Keulemans, représentant en haut à droite une Hirondelle de Bonaparte, reconnaissable à sa courte queue, et en bas à gauche une Hirondelle de fenêtre.

L'Hirondelle de Bonaparte a été scientifiquement décrite par le naturaliste et ornithologue français Charles-Lucien Bonaparte en 1850 à partir d'un oiseau recueilli à Bornéo. Elle est citée sous le nom de Hirundo dasypus mais placée dans une section portant le nom de genre Chelidon ; le cas est ambigu mais le protonyme retenu est Chelidon dasypus. Elle est déplacée vers un nouveau genre, Delichon, par l'entomologiste britannique Frederic Moore et le naturaliste américain Thomas Horsfield en 1854. Delichon est une anagramme du mot de grec ancien χελιδών (chelīdōn), qui signifie « hirondelle », et dasypus de δασύς (dasús) pour « velu, poilu » et πούς (poús) pour « pied » et signifie donc « pattes velues ». Ses plus proches parents sont les deux autres membres du genre, l'Hirondelle du Népal (D. nipalense) et l'Hirondelle de fenêtre (D. urbicum).
Selon le Congrès ornithologique international et Alan P. Peterson il existe trois sous-espèces :
- D. d. dasypus (Bonaparte, 1850) est la sous-espèce type et vit dans le centre Sud de la Sibérie jusqu'au Nord-Est de la Chine, Corée et Japon[19] ;
- D. d. cashmeriense (Gould, 1858), vivant de l'Himalaya jusqu'au centre Sud de la Chine[19], est décrite par l'ornithologue anglais John Gould en 1858 à partir d'un spécimen provenant du Cachemire et procuré par Andrew Leith Adams[21] ;
- D. d. nigrimentale (Hartert, 1910), du Sud et de l'Est de la Chine et à Taïwan[19], est décrite par l'ornithologue allemand Ernst Hartert en 1910 à partir d'un spécimen provenant de Fujian, dans le Sud-Est de la Chine[22].

## Menaces et conservation
L'Hirondelle de Bonaparte possède une grande aire de répartition qui ne semble pas en recul, et ses effectifs semblent être stables, même si la population totale est inconnue. Sa distribution couvrant plus de 20 000 km2 et l'espèce comptant plus de 10 000 individus adultes sans baisse importante dans la distribution ou dans les effectifs, l'espèce ne semble pas répondre aux critères pour être considérée comme vulnérables, et l'UICN la considère comme espèce de préoccupation mineure (LC),. Cette espèce est localement abondante et semble être en expansion vers le nord, dans le sud de la Sibérie.